# Драгиша Пешић
Драгиша Пешић (Даниловград, 8. август 1954 — Подгорица, 8. септембар 2016) био је црногорски политичар. Био је последњи премијер Савезне Републике Југославије пре него што је званично трансформисана у Државну Заједницу Србија и Црна Гора у фебруару 2003. Био је члан од оснивања и вршио је функцију потпредседника Социјалистичке народне партије Црне Горе.

## Биографија
Завршио је економију на Економском факултету Универзитета у Сарајеву (1978). Радио је на руководећим местима у привреди. Од 1990. до 1998. био је председник Извршног одбора Скупштине општине Подгорице. Био је савезни посланик четири године, од 1996. године, а две године провео је на функцији председника скупштинског Одбора за буџет. Био је члан Главног одбора Демократске партије социјалиста и директор те странке, до њеног цепања 1997. године.
Постао је савезни министар финансија 1998. године, када је Слободан Милошевић поверио блиском сараднику и лидеру СНП-а у то време Момиру Булатовићу, Ђукановићевом ривалу, да постане председник Савезне владе. После пада Милошевића, ДОС-у је за формирање већине на савезном нивоу била потребна подршка СНП-а за формирање већине, јер је Ђукановићева Демократска партија социјалиста бојкотовала последње савезне изборе и отворено се залагала за независност Црне Горе. Пешић је на место председника владе (премијера) дошао после оставке Зорана Жижића 24. јула 2001, због изручења Слободана Милошевића Хашком трибуналу.
Био је ожењен Лелом и имао је двоје деце, Марка и Марију.